# Episodi di Loki (prima stagione)
La prima stagione della serie televisiva Loki, composta da sei episodi, è stata distribuita settimanalmente dal 9 giugno al 14 luglio 2021 sul servizio di video on demand Disney+, in tutti i paesi in cui il servizio è disponibile.
Protagonista della serie è Tom Hiddleston, che riprende il ruolo di Loki dai film del Marvel Cinematic Universe.
| nº | Titolo originale      | Titolo italiano            | Pubblicazione  |
| -- | --------------------- | -------------------------- | -------------- |
| 1  | Glorious Purpose      | Gloriosi propositi         | 9 giugno 2021  |
| 2  | The Variant           | La variante                | 16 giugno 2021 |
| 3  | Lamentis              | Lamentis                   | 23 giugno 2021 |
| 4  | The Nexus Event       | L'evento Nexus             | 30 giugno 2021 |
| 5  | Journey Into Mystery  | Viaggio nel mistero        | 7 luglio 2021  |
| 6  | For All Time. Always. | Per tutti i tempi. Sempre. | 14 luglio 2021 |

## Gloriosi propositi
- Diretto da Kate Herron
- Scritto da: Michael Waldron

### Trama
New York, 2012: al termine della battaglia contro gli Avengers, gli Avengers di un'altra linea temporale, cercano di ottenere il Tesseract come prima Gemma dell'Infinito, per cambiare le sorti della battaglia dell'Infinito contro Thanos. Ma le cose non vanno come previsto e Loki, entra casualmente in possesso del Tesseract   e fugge. Qui viene arrestato da una squadra di agenti della Time Variance Authority (TVA). Loki viene portato nella sede della TVA, che controlla le linee temporali secondo le direttive dei Custodi Temporali, e viene dichiarato colpevole di crimini contro la Sacra Linea Temporale dalla giudice Ravonna Renslayer. L'agente Mobius M. Mobius interviene e prende Loki sotto la sua custodia. Mobius esamina le azioni passate di Loki e mette in dubbio la sua crudeltà e il suo desiderio di potere. Loki riesce a scappare e recupera il Tesseract, ma torna indietro quando si rende conto che il potere della TVA è superiore al suo e a quello delle Gemme dell'Infinito. Loki assiste agli eventi che sarebbero accaduti se non fosse fuggito con il Tesseract, tra cui la morte di sua madre Frigga, la riappacificazione con suo padre Odino, suo fratello Thor, e la sua stessa morte per mano del Titano Pazzo Thanos. Consapevole di non poter più tornare nella sua linea temporale, Loki ammette di non godere nel fare del male al prossimo, ma di usare la paura e la violenza solo per nascondere la sua debolezza, e accetta di aiutare Mobius a trovare una variante pericolosa di sé stesso.
A Salina, Oklahoma, nel 1858, una squadra di agenti della TVA viene decimata da una figura incappucciata.
- Altri interpreti: Erika Coleman (assistente di volo), Munkhshur Bolbaatar (contadino mongolo), Josh Fadem (Martin), Raphael Luce (ragazzo francese), Jon Levin (impiegato), Aaron Beelner (addetto allo scanner), Philip Fornah (Minutemen n.1), Dave MacDonald (Minutemen n.2), Michelle Rose (Minutemen n.3), Eric Jepson (Minutemen n.4), Hannah Aslesen (Minutemen n.5), Daniel Newman (Minutemen n.18), Ravi Naidu (analista n.3)

## La variante
- Diretto da: Kate Herron
- Scritto da: Elissa Karasik

### Trama
La Variante Loki decima una squadra di agenti della TVA nel 1985 e rapisce la Cacciatrice C-20 a capo del gruppo. Loki e Mobius si recano sul luogo del delitto; Loki tenta di manipolare il gruppo per scappare, ma Mobius intuisce le sue mosse. Nonostante il parere contrario di Ravonna, Mobius offre a Loki un incontro con i Custodi Temporali in cambio del suo aiuto. Loki e Mobius indagano sulla Variante Loki e intuiscono che la Variante si nasconde nei periodi antecedenti a grandi catastrofi, poiché la linea temporale non si ramifica se ogni forma di vita viene distrutta comunque. Usando come indizio un involucro di uno snack, la TVA si reca nell'Alabama del 2050, durante un ciclone che provocherà la distruzione di un'intera cittadina. Loki viene avvicinato dalla Variante, che si rivela essere una donna, e le propone di aiutarlo a spodestare i Custodi Temporali. La Variante rifiuta e attiva numerosi dispositivi di cancellazione della realtà, inviandoli in vari punti del tempo e creando così una serie di ramificazioni nella Sacra Linea Temporale. Mobius trova la Cacciatrice C-20, che spiega di aver rivelato alla Variante il luogo in cui si trovano i Custodi Temporali. Loki decide di seguire la Variante attraverso un portale, separandosi da Mobius e dalla TVA.
- Altri interpreti: Neil Ellice (Hunter D-90), Kate Berlant (donna della festa medievale),  Philip Fornah (Minutemen n.1), Dave MacDonald (Minutemen n.2), Michelle Rose (Minutemen n.3), Sarafine King (Minutemen n.9), Alvin Chon (Minutemen n.10), Ilan Muallem (Minutemen n.11), Jesse Gavin (analista n.1), Jordan Woods-Robinson (analista n.2), Lucius Baston (cliente uomo), Austin Freeman (Randy), Rick Muse (impiegato del magazzino), Hawk Walts (Country Hoss), Zele Avradopoulos (donna degli archivi), Daina Beylenson (archivista)

## Lamentis
- Diretto da: Kate Herron
- Scritto da: Bisha K. Ali

### Trama
Loki segue la sua Variante nella sede della TVA; la Variante cerca di raggiungere i Custodi Temporali ma l'arrivo di Ravonna costringe lei e Loki a fuggire usando un dispositivo di teletrasporto. Loki e la Variante arrivano sulla luna Lamentis-1, nel 2077, poco prima che venga interamente distrutta dallo scontro con un pianeta. I due stabiliscono una tregua per cercare una fonte di energia per ricaricare il dispositivo di teletrasporto, ormai scarico. La Variante rivela di aver abbandonato il nome Loki e si presenta come Sylvie. I due salgono su un treno per rifugiati con l'intenzione di sfruttare la sua energia. Durante il viaggio Sylvie e Loki scoprono di aver vissuto vite diverse. Loki si ubriaca e fa saltare la copertura; Loki e Sylvie vengono gettati dal treno e durante la caduta il dispositivo di teletrasporto si rompe. I due decidono quindi di dirigersi all'astronave mobilitata per far fuggire i civili. Durante il tragitto Sylvie rivela che gli agenti della TVA sono Varianti, a loro stessa insaputa. La coppia giunge all'astronave ma questa esplode, lasciandoli bloccati sul pianeta in procinto di essere distrutto.
- Altri interpreti: Susan Gallagher (colona di Lamentis), Alex Van (Patrice), Ben Vandermey (Hudson), Jon Collin Barclay (Hicks)

## L'evento Nexus
- Diretto da: Kate Herron
- Scritto da: Eric Martin

### Trama
Nel passato, ad Asgard, la giovane Sylvie viene catturata da una squadra guidata da Ravonna (all'epoca una Cacciatrice) ma riesce a fuggire prima di essere processata dalla TVA. 
Mobius viene informato da Ravonna che la Cacciatrice C-20 è morta a causa dell'incanto di Sylvie. Su Lamentis-1 Loki e Sylvie formano un legame romantico, creando un evento Nexus che permette alla TVA di rintracciarli. Mobius li arresta e imprigiona Loki in un loop temporale con Sif per punirlo. Mobius capisce che l'evento Nexus è stato l'innamoramento tra Sylvie e Loki e quest'ultimo ne rimane esterrefatto, ma poi Loki rivela a Mobius che tutti i dipendenti della TVA sono varianti. Mobius indaga mentre la Cacciatrice B-15 interroga Sylvie e capisce a sua volta di essere una Variante. Anche Mobius scopre la verità, capisce che dietro la morte di C-20 c'è Ravonna, in quanto la Cacciatrice aveva scoperto la verità dopo essere stata incantata da Sylvie, e libera Loki per salvare Sylvie e ricreare un evento Nexus che distrugga la TVA, ma i due sono fermati da Ravonna, che cancella Mobius dalla realtà e conduce Loki e Sylvie al cospetto dei Custodi Temporali per essere eliminati. La Cacciatrice B-15 interviene in loro aiuto dando inizio a un combattimento, al termine del quale Sylvie e Loki scoprono che i Custodi sono solo degli androidi. Loki sta per confessare qualcosa a Sylvie, ma viene cancellato da Ravonna. Sylvie la atterra e le intima di raccontarle la verità. 
In una scena durante i titoli di coda, Loki si risveglia in un mondo sconosciuto circondato da quattro sue Varianti: anziano, bambino, muscoloso e alligatore, che lo invitano a unirsi a loro se vuole sopravvivere.
- Altri interpreti: Neil Ellice (Hunter D-90), Richard E. Grant (Classic Loki), Jack Veal (Kid Loki), DeObia Oparei (Boastful Loki), Cailey Fleming (Sylvie da bambina), Jon Levin (impiegato), Aaron Beeler (addetto allo scanner), Philip Fornah (Minutemen n.1), Dave MacDonald (Minutemen n.2), Michelle Rose (Minutemen n.3), Sarafine King (Minutemen n.9), Alvin Chon (Minutemen n.10),
- Guest star: Jaimie Alexander (Sif, non accreditata)

## Viaggio nel mistero
- Diretto da: Kate Herron
- Scritto da: Tom Kauffman

### Trama
Ravonna rivela a Sylvie che Loki è ancora vivo e si trova nel Vuoto, una dimensione alla fine del Tempo dove viene trasportato tutto ciò che viene falciato dalla TVA. Intanto Loki segue le altre sue Varianti (tra cui un anziano, un bambino e uno dall'aspetto di un alligatore) e scopre che una creatura enorme e fatta di fumo chiamata Alioth impedisce a chiunque di fuggire dal Vuoto, avvolgendo e consumando completamente ogni cosa che venga falciata e spedita lì. Loki cerca di convincere le sue Varianti ad aiutarlo a tornare alla TVA, ma loro hanno perso la speranza ritenendo di essere destinati a essere dei reietti. Ravonna tradisce Sylvie e cerca di farla arrestare, ma la donna si "falcia" e riesce a sfuggire ad Alioth grazie all'aiuto di Mobius. I due si ricongiungono con Loki e le altre Varianti e Sylvie propone di incantare Alioth nella speranza di trovare un modo per trovare la vera mente dietro la TVA. Loki parla con Sylvie e le promette che non la tradirà e che, se sopravvivranno, cercheranno di capire insieme cosa fare della propria vita. Loki sceglie quindi di restare con lei ad affrontare Alioth, lasciando che Mobius torni alla TVA grazie al TemPad rubato da Sylvie per affrontare Ravonna e rivelare la verità a tutti gli altri dipendenti, mentre gli altri Loki decidono di restare nel Vuoto in quanto ormai è la loro casa. La Variante anziana di Loki si sacrifica usando le sue illusioni per distrarre Alioth, mentre Loki e Sylvie uniscono i loro poteri per incantare la creatura, la quale rivela al suo interno un edificio misterioso.

## Per tutti i tempi. Sempre.
- Diretto da: Kate Herron
- Scritto da: Michael Waldron & Eric Martin

### Trama
Loki e Sylvie entrano nella Cittadella alla fine del tempo, dove incontrano Miss Minutes e rifiutano un'offerta da parte del creatore della TVA, Colui che rimane, che propone loro di farli tornare nella Linea Temporale e dare loro tutto ciò che desiderano. Nel frattempo, Ravonna riceve un messaggio da Colui che rimane, e parte in missione per trovare il "libero arbitrio", mentre B-15 dimostra ai Minutemen che sono tutti delle varianti. Loki e Sylvie incontrano finalmente l'entità che si cela dietro all'intero organismo della TVA, che si rivela essere Kang il Conquistatore. L'uomo, che in passato era uno scienziato, racconta ai due che eoni prima una sua versione alternativa scoprì l'esistenza di universi alternativi. Col passare del tempo, le sue varianti diedero inizio a una guerra multiversale per il controllo dei diversi mondi, il che portò al caos più totale. Successivamente, per porre fine alle belligeranze, Kang isolò la linea temporale principale ripristinando le altre, creando la TVA per evitare che le linee da lui distrutte si ramificassero. Il Conquistatore offre loro due opzioni: ucciderlo e "liberare" la Sacra Linea Temporale, rischiando così di scatenare una nuova guerra, oppure sostituirlo e governare la TVA al suo posto. Sylvie decide di uccidere Colui che rimane ma Loki, preoccupato per l'incolumità di lei e per le sorti del multiverso, tenta di fermarla. I due si baciano e Sylvie ne approfitta per far tornare Loki alla TVA con un inganno. La donna uccide Kang e la Linea Temporale si sfalda in infinite ramificazioni: si apre così il multiverso. Alla TVA, Loki corre ad avvertire B-15 e Mobius che le varianti del Conquistatore stanno per scatenare una guerra, ma i due non lo riconoscono. Loki vede che al posto delle statue dei Custodi Temporali è presente una statua di una variante di Kang e capisce che il controllo della TVA è stato preso da quest'ultimo.